# Fête du Travail
La fête du Travail, ou fête des travailleurs, est un jour férié annuel célébrant les conquêtes sociales des travailleurs, et trouvant son origine dans les combats pour la journée de huit heures. Elle est synonyme de la journée internationale des travailleurs dans la plupart des pays.
Le 20 juillet 1889, la IIe Internationale socialiste  décide de faire de chaque 1er mai une journée de grève et de manifestation avec pour objectif la réduction de la journée de travail à huit heures. La revendication étant satisfaite lors de l'entre-deux-guerres dans la plupart des pays européens industrialisés, cette journée devient au XXe siècle une journée de lutte et de célébration des combats des salariés et du mouvement ouvrier.
Dans certains pays, comme la France, l'Allemagne, l'Italie et le Japon, le terme « fête du Travail » est controversé car ayant été détourné de sa signification historique par certains partis et gouvernements, en particulier le pétainisme et le fascisme, mais aussi plus récemment par Emmanuel Macron ou Giorgia Meloni. Pour éviter toute ambiguïté, certains préfèrent ainsi employer le terme complet : « Journée internationale de lutte pour les droits des travailleuses et travailleurs ».
Au Canada et aux États-Unis, la fête du Travail est distincte de la journée internationale des travailleurs, elle est un jour férié du mois de septembre,. De même en Australie où elle est fêtée à différentes dates proches du printemps ou de l’automne.
La fête du Travail est fériée dans la plupart des pays comme la Belgique, l'Allemagne, l'Algérie, la France, le Sénégal, l’Italie, l'Espagne, le Luxembourg et Portugal. Elle est parfois associée à d’autres festivités ou traditions populaires.

## Histoire

### Les premières «fêtes du Travail»
Les premières célébrations de « fêtes du Travail » existent dès la fin du XVIIIe siècle, leur date varie selon le lieu et les époques.
En France, dès 1793, le calendrier républicain de Fabre d’Églantine proposait une fête du Travail au 3e jour des sansculottides. Cette journée des travailleurs fut instituée au 1er pluviôse (20 janvier) par Saint-Just, et fut célébrée pendant quelques années.
En 1867, au familistère Godin de Guise naît une fête du Travail, alors que Jean-Baptiste André Godin venait tout juste d'achever la rédaction de Solutions sociales. La date de la manifestation est fixée au 5 juin ; elle est toujours célébrée aujourd'hui.
La première proposition de Labor Day serait due, selon le département du Travail des États-Unis, à Peter J. McGuire, secrétaire général de la Confrérie des charpentiers et des menuisiers avec l'aide d'un cofondateur de la Fédération américaine du travail (American Federation of Labor ou AFL), afin d'honorer « Ceux qui de la nature brute ont taillé et ouvragé toute la splendeur que nous contemplons. ».
Les ouvriers new-yorkais manifestèrent pour la première fois le mardi 5 septembre 1882. De l'hôtel de ville à la place des syndicats, 10 000 ouvriers marchèrent, inaugurant le tout premier défilé de la fête du Travail.

### Fête du Travail et journée internationale des Travailleurs
La fête internationale telle qu'elle est célébrée de nos jours tire son origine des combats du mouvement ouvrier pour obtenir la journée de huit heures, à la fin du XIXe siècle.
Aux États-Unis, au cours de leur congrès de 1884, les syndicats américains se donnent deux ans pour imposer aux patrons une limitation de la journée de travail à huit heures. Ils choisissent de lancer leur action le 1er mai, date du moving day parce que beaucoup d’entreprises américaines entament ce jour-là leur année comptable, et que les contrats ont leur terme ce jour-là, l'ouvrier devant déménager (d'où le terme de moving day) pour retrouver du travail. La grève générale du 1er mai 1886, impulsée par les anarchistes, est largement suivie. Ils sont environ 340 000 dans tout le pays.
À Chicago, la grève se prolonge dans certaines entreprises, et le 3 mai 1886, une manifestation fait trois morts parmi les grévistes de la société McCormick Harvester. Le lendemain a lieu une marche de protestation et dans la soirée, tandis que la manifestation se disperse à Haymarket Square, il ne reste plus que 200 manifestants face à autant de policiers.

C’est alors qu'une bombe explose devant les forces de l’ordre. Elle fait un mort dans les rangs de la police. Sept autres policiers sont tués dans la bagarre qui s’ensuit. À la suite de cet attentat, cinq syndicalistes anarchistes sont condamnés à mort (Albert Parsons, Adolph Fischer, George Engel, August Spies et Louis Lingg) ; quatre seront pendus le vendredi 11 novembre 1887 (connu depuis comme Black Friday ou « vendredi noir ») malgré l’inexistence de preuves, le dernier (Louis Lingg) s’étant suicidé dans sa cellule. Trois autres sont condamnés à perpétuité. Lors du procès, le procureur Julius Grinnel déclare dans sa plaidoirie : 

« Nous savons que ces huit hommes ne sont pas plus coupables que les milliers de personnes qui les suivaient, mais ils ont été choisis parce qu'ils sont des meneurs ; Messieurs du jury, faites d'eux un exemple, faites-les pendre, et vous sauverez nos institutions et notre société. »

En 1893, le gouverneur de l'Illinois John Peter Altgeld gracie les 3 syndicalistes encore détenus, en raison de la fragilité de l'enquête et du processus judiciaire. Il accuse également le chef de la police de Chicago d'avoir créé le violent climat de répression ayant conduit à cet attentat. Un extrait de ce pardon est gravé sur sa stèle au Graceland Cemetery de Chicago.

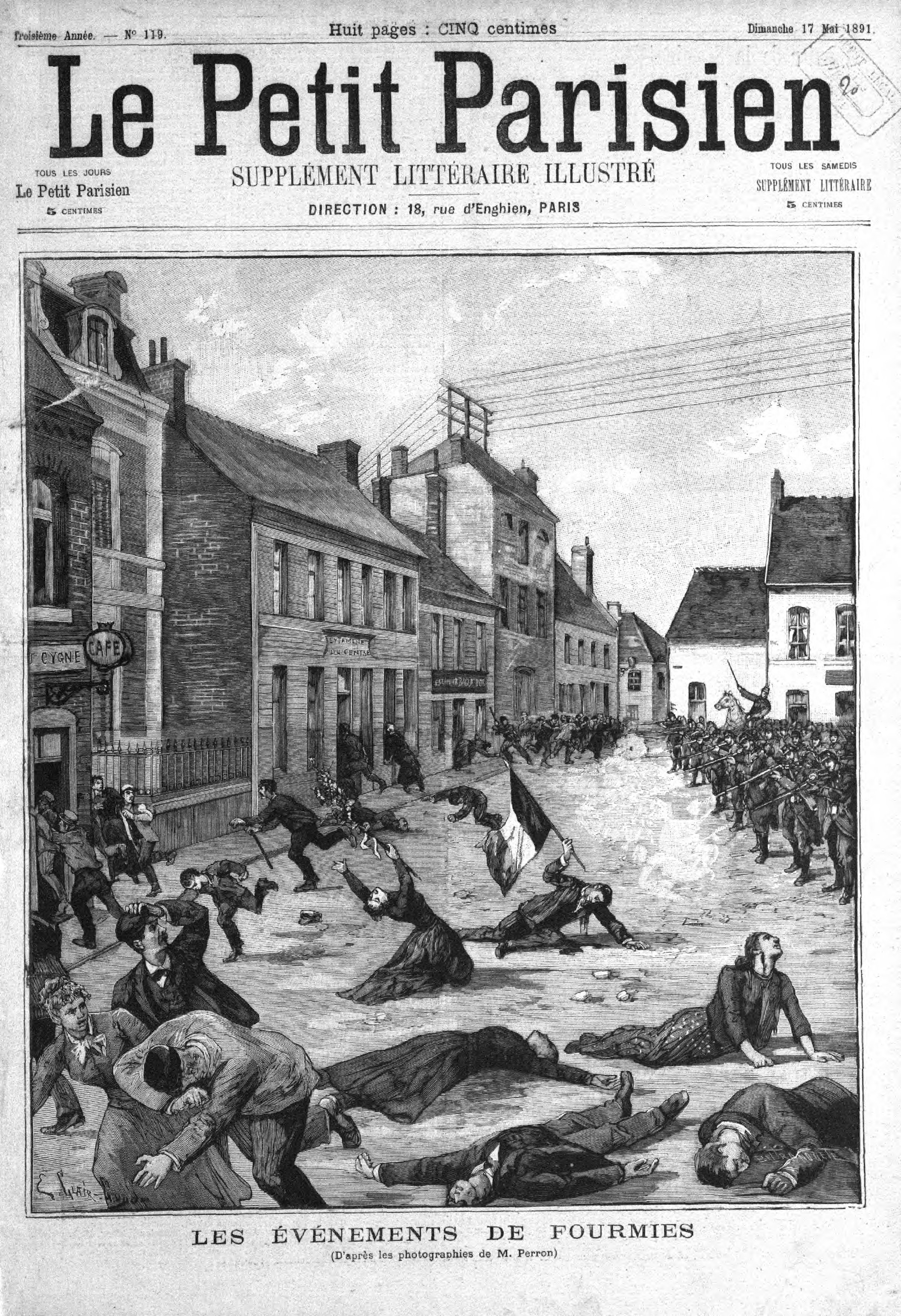
La fusillade de Fourmies.

En 1889, la IIe Internationale socialiste se réunit à Paris, à l'occasion du centenaire de la Révolution française et de l’exposition universelle.
Sous l’impulsion de Jules Guesde et de son PO (Guesde inventera le terme de « fêtes du Travail » en 1890) et sur une proposition de Raymond Lavigne, cette Internationale décide le 20 juillet 1889 de faire de chaque 1er mai une journée de manifestation avec pour objectif la réduction de la journée de travail à huit heures (soit 48 heures hebdomadaires, le dimanche seul étant chômé).
Le 1er mai 1890, l'événement est ainsi célébré dans la plupart des pays, avec des participations diverses.
Le 1er mai 1891, à Fourmies, dans le Nord, en France, la manifestation tourne au drame : l'armée (145 de ligne et 84 RI) tire sur les ouvriers et fait neuf morts (voir la Fusillade de Fourmies et affaire de Clichy). Avec ce nouveau drame, le 1er mai s’enracine dans la tradition de lutte des ouvriers européens. Les militants épinglent une églantine écarlate (Rosa rubiginosa), fleur traditionnelle du Nord, en souvenir du sang versé et en référence à Fabre d'Églantine.
Quelques mois plus tard, à Bruxelles, l'Internationale socialiste renouvelle le caractère revendicatif et international du 1er mai.
C'est avec la résolution suivante prise dans l'été de 1885, par le Central Labor Union fondé à New York en mars 1882 que le 1er mai se changea en 1er lundi de septembre aux États-Unis. Alors que d’autres organisations syndicales avaient déjà voté et adopté une proposition visant à honorer le 1er mai 1886[réf. nécessaire].

« Considérant que différents jours de l'année sont consacrés par la loi comme jour de repos en mémoire d'événements importants, et considérant qu'il n'en est aucun qui se rapporte à une démonstration ouvrière, le Central Labor Union déclare le premier lundi de septembre de chaque année Labor Day et décide que ce jour sera observé comme jour de repos. Nous demandons à toutes les organisations centrales de travailleurs dans tous les États-Unis de s'unir à nous pour exécuter dans sa lettre et dans son esprit la présente résolution.[réf. souhaitée] »

Le 11 mai 1894, les ouvriers de Pullman Palace Car Company à Chicago protestent contre des réductions de salaire et le licenciement des représentants des syndicats. Ils cherchent l'appui de leur syndicat central mené par Eugene V. Debs. Le 26 juin, l'Union américaine des chemins de fer appelle à un boycott de toutes les voitures ferroviaires de Pullman. Dans les jours qui suivent, 50 000 ouvriers du rail se conforment à cette directive et la circulation ferroviaire à Chicago s’arrête.
Le 4 juillet, le président américain Grover Cleveland envoie 12 000 hommes de troupe pour briser le mouvement, s'ensuivent des émeutes et des affrontements violents. Deux hommes sont tués au cours de ces affrontements, à Kensington, près de Chicago. La grève est déclarée terminée le 3 août 1894, les ouvriers de Pullman prenant même l’engagement de ne plus se syndiquer.
En raison de la brutalité démontrée, les représentants s'émeuvent et ceux de Washington réussissent à faire passer la proposition d’un jour chômé (le 1er lundi de septembre) pour honorer les travailleurs. Le président lui-même signe le projet de loi instaurant officiellement le Labor Day (six jours à peine après l’intervention de l’armée) dans l’espoir de se faire réélire la même année, mais cet espoir s’est avéré vain.
En 1920, la Russie bolchevique décide que le 1er mai sera désormais chômé et deviendra la fête légale des travailleurs.
Le pape Pie XII institue en 1955 la fête de saint Joseph artisan, patron des travailleurs, célébrée le 1er mai.

## Dans le monde
Aujourd’hui, la fête du Travail ou des travailleurs est commémorée par un jour férié chômé le 1er mai dans la plupart des pays ayant institué une telle fête, comme la France.

### En Amérique

#### Amérique du Nord
En Amérique du Nord, il existe une distinction entre fête du Travail et fête des Travailleurs.

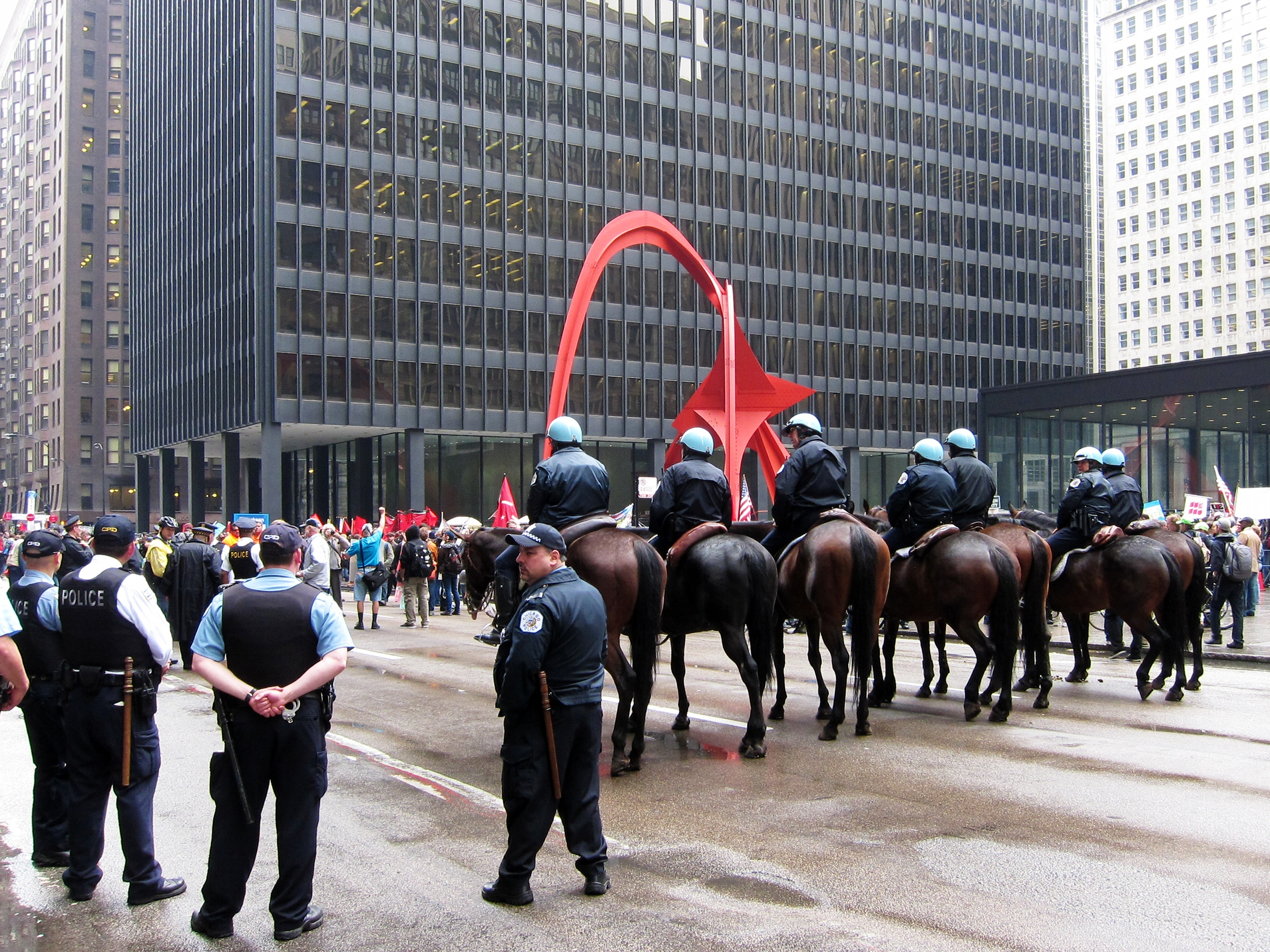
Manifestation du 1er mai à Chicago (2012)

Aux États-Unis, le Labor Day (ou fête du Travail) n'est pas directement lié aux fameuses journées de mai 1886 à Chicago dites Haymarket affair.
- En effet la fête du Travail (Labor Day) est célébrée le premier lundi de septembre, il s’agit d’un jour férié et chômé marquant traditionnellement la rentrée (scolaire, artistique) après les vacances d’été. Elle n'a pratiquement plus de signification politique particulière.
- La fête des Travailleurs a lieu, quant à elle, le 1er mai. Ce jour n’est pas férié, mais est très largement célébré par les syndicats ainsi que les partis, groupes et organisations de gauche ; elle est vue comme une journée de la célébration de la classe ouvrière.

Au Canada, la fête du Travail est célébrée le premier lundi de septembre depuis 1894.
Au Québec, les grandes centrales syndicales ainsi que quelques partis et organisations de gauche manifestent le 1er mai. Plus récemment, les institutions syndicales québécoises ont tendance à célébrer la fête des travailleurs par des rassemblements festifs le samedi ou le dimanche précédant ou suivant le 1er mai, plutôt que la journée même lorsque celle-ci tombe un jour ouvrable. Malgré cette nouvelle tendance, des manifestations sont organisées le 1er mai de chaque année par des collectifs et organismes anticapitalistes. Traditionnellement, lorsqu’il y a une augmentation du salaire minimum au Québec, cela a lieu le 1er mai.

#### Caraïbes
À Trinité-et-Tobago, la fête du Travail (Labour Day) est marquée le 19 juin depuis 1973 pour commémorer les émeutes populaires de 1937.
En République dominicaine, la « fête des Travailleurs » est célébrée le 30 avril et est un jour férié.
À Cuba, el día de los trabajadores est célébré le 1er mai et est un jour férié. Durant ce jour, de nombreux défilés de travailleurs ont lieu dans les rues du pays.
En Haïti, traditionnellement on célèbre la fête du travail et de l’agriculture. Elle figure parmi les fêtes nationales du pays retenue par l'article 34 de la constitution de 1816. Célébrée le 1er mai, la tradition est marquée par des foires de gastronomie et de production, expositions artisanales et agricoles.

### En Asie
En Indonésie, la fête du Travail[réf. nécessaire] a commencé à être célébrée en 1920 à l'époque coloniale. Sous le régime Suharto, fêter le 1er mai était une activité subversive. Depuis la démission de Suharto en 1998, le 1er mai est célébré par les syndicats mais n'est toujours pas jour chômé.
En Iran, les ouvriers iraniens demandent tous les ans depuis 2007 l’autorisation de se réunir le 1er mai pour célébrer la Fête des travailleurs ; ils l'ont obtenu pour la première fois en 2015, « rendue possible très probablement par l’approche moins sécuritaire du président Hassan Rohani, au pouvoir depuis août 2013 ».
En Jordanie, le 1er mai est aussi l'occasion de souhaiter bonne fête aux travailleurs.
En Irak, le 1er mai est un jour férié légalement pour tous les ministères et travailleurs attachés et non-attachés à l’État.
En Israël, le 1er mai n'est pas chômé.
La fête du Travail[réf. nécessaire] est une fête nationale célébrée au Liban le 1er mai de chaque année ; jour légalement férié. Quand ce jour férié tombe un dimanche, le lendemain est chômé.
Officiellement, la Chine célébrait auparavant la fête du Travail[réf. nécessaire] (劳动节 Láodòngjié) pendant trois jours, sauf depuis 2008, où les travailleurs n'ont que le 1er mai. Cependant une grande partie des magasins restent ouverts. La Chine, le Viêt Nam, le Laos et la Corée du Nord s'inscrivent dans la tradition ouvrière du 1er mai chômé introduit par la IIe Internationale ; le Parti Unique s'y retrouve politiquement et symboliquement. Quant à la Corée du Sud, elle reste l'un des seuls pays asiatiques qui donne au 1er mai le même symbole occidental et démocratique à la fête du Travail (노동절, No Dong Jeol).
Au Japon, la fête du Travail (勤労感謝の日, Kinrō Kansha no Hi) est célébrée le 23 novembre, jour férié. Ce jour de congé fut établi en 1948, pour louer le travail et célébrer la production. Avant cela, le 23 novembre était célébré comme une fête de la moisson impériale appelée Niiname-sai (新嘗祭).
Au Vietnam, pays communiste, la fête des travailleurs est un jour férié. Comme il est accolé à un autre jour férié, la Journée de libération du Sud et de la réunification nationale du Vietnam le 30 avril, il s'agit souvent d'un week-end long pour les Vietnamiens. La date à laquelle ce jour est devenu férié au Vietnam est incertaine : cela pourrait remonter à 1889, au moment de la création de la IIème Internationale, mais selon des archives du Parti Communiste, ou alors à la naissance du Parti communiste indochinois en 1930.

### En Europe

#### En Belgique
En Belgique, le 1er mai est un jour férié national et chômé ; lorsque le 1er mai coïncide avec un dimanche ou un jour habituel d'inactivité, il est remplacé par un jour habituel d'activité ; le jour de remplacement peut être fixé par les organes paritaires, tel le conseil d'entreprise ou la commission paritaire. Le travail le 1er mai ne peut être autorisé que dans des cas où le travail du dimanche peut lui-même être autorisé ; le travailleur qui a été occupé le 1er mai a droit à un repos compensatoire qui doit lui être octroyé dans les six semaines qui suivent.

#### En France

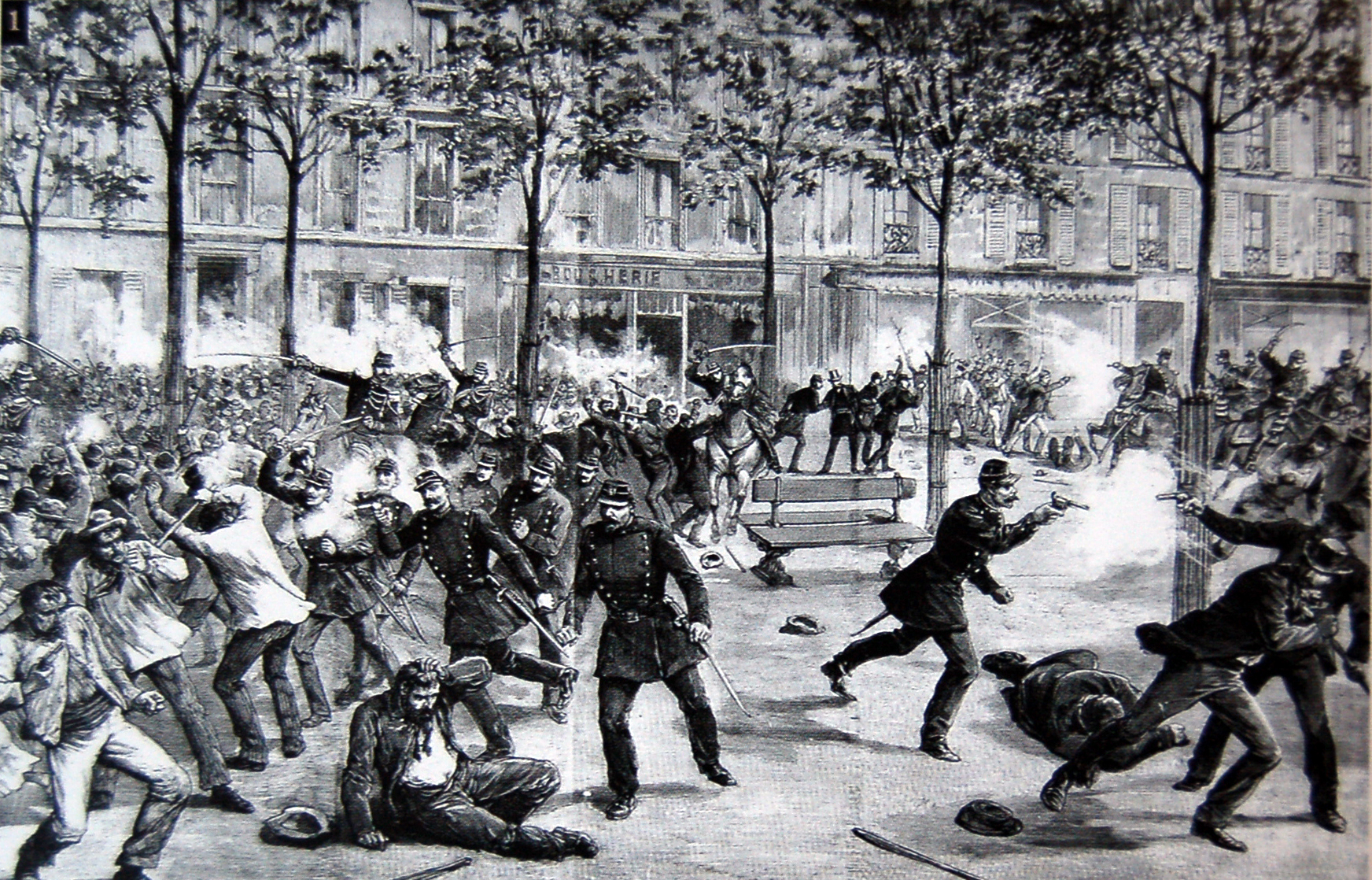
1er mai 1891 - L'échauffourée de Clichy.

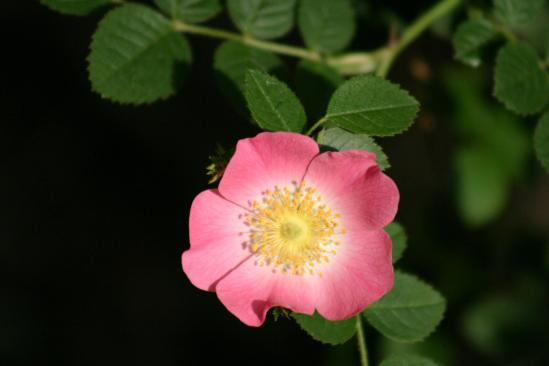
L'églantine ou Rosa rubiginosa.

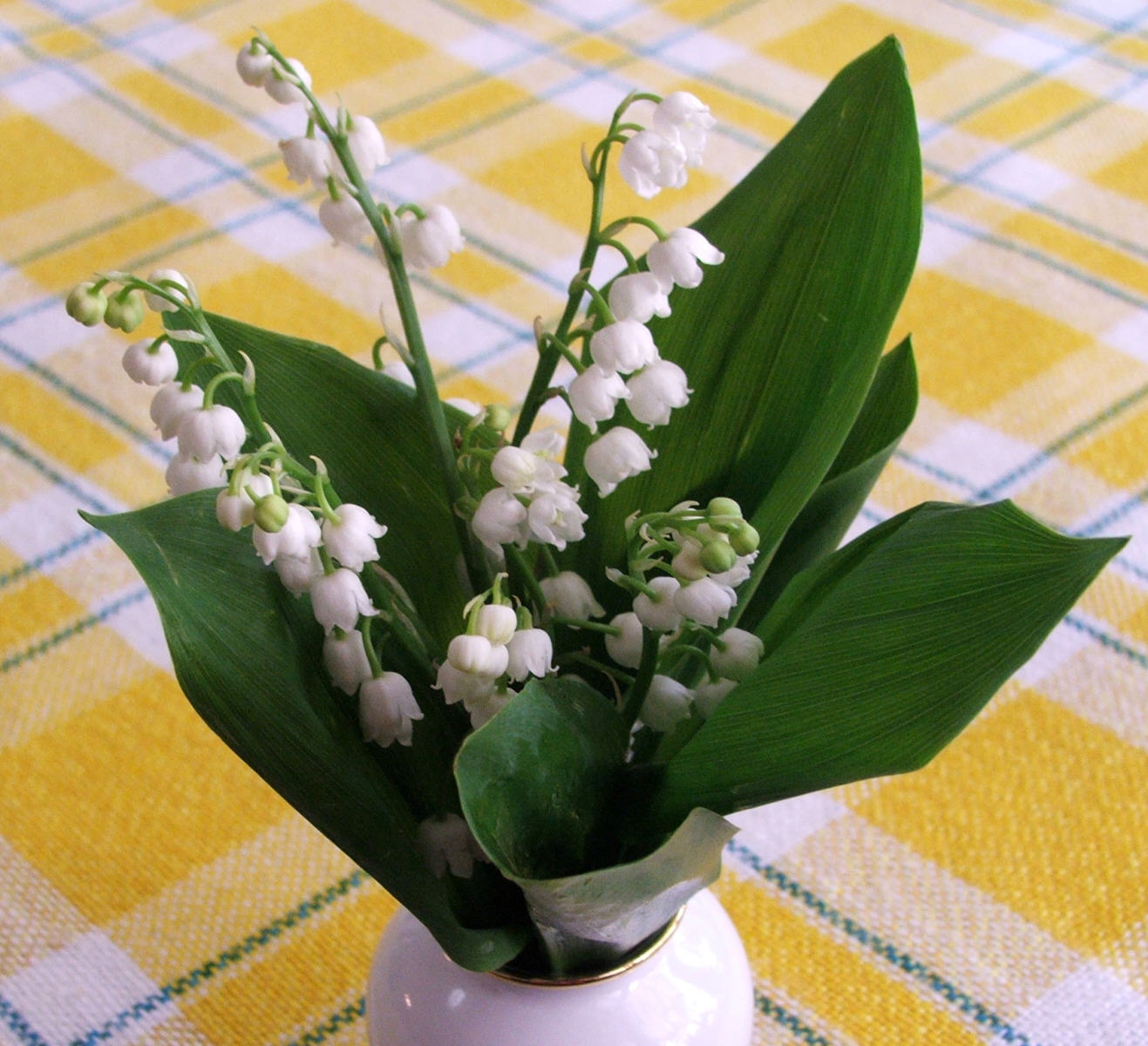
Un bouquet de muguet, offert le 1er mai.

En France, dès 1890, les manifestants du 1er mai ont pris l'habitude de défiler en portant à la boutonnière un triangle rouge. Celui-ci est quelques années plus tard remplacé par la fleur d'églantine (Rosa rubiginosa), reprenant peut-être les coutumes de l'arbre de mai.
En 1907, à Paris, le muguet remplace l'églantine en reprenant une ancienne coutume remontant à la Renaissance, à l'époque de Charles IX et qui consistait à offrir le muguet de mai. Le muguet est alors porté à la boutonnière avec un ruban rouge. À partir de ce début de XXe siècle, il devient donc habituel, à l'occasion du 1er mai, d'offrir ce brin de muguet, symbole du printemps en Île-de-France.[réf. nécessaire]
Aujourd'hui, une tolérance de l'administration fiscale dans certaines communes permet aux particuliers et aux organisations de travailleurs de vendre les brins de muguet sans formalités ni taxes sur la voie publique en respectant toutefois les autres obligations légales (il s'agit par exemple de muguet du jardin ou des bois et non pas de muguet acheté, sinon ce serait de la revente).
Le 1er mai, avant d'être la journée des travailleurs, était célébré en Europe par les coutumes de l'arbre de mai. Il en subsiste quelque chose dans certains des premiers défilés.
Le 23 avril 1919, le Sénat ratifie la journée de huit heures et fait du 1er mai suivant une journée chômée, sans en faire une fête officielle.
Le 24 avril 1941, le maréchal Pétain instaure officiellement par la loi Belin le 1er mai comme « la fête du Travail et de la Concorde sociale », appliquant ainsi la devise Travail, Famille, Patrie : par son refus à la fois du capitalisme et du socialisme, le régime pétainiste recherche une troisième voie fondée sur le corporatisme, débaptisant « la fête des travailleurs » qui faisait trop référence à la lutte des classes. À l’initiative de René Belin, ancien dirigeant de l’aile anticommuniste de la CGT (Confédération générale du travail) devenu secrétaire d’État au travail dans le gouvernement de François Darlan, le jour devient férié, chômé et payé. La radio ne manque pas de souligner que le 1er mai coïncide aussi avec la fête du saint patron du maréchal, saint Philippe. L’églantine rouge, associée à la gauche, est remplacée par le muguet. Cette fête disparaît à la Libération.
La loi no 46-828 du 26 avril 1946 fait du 1er mai 1946 un jour chômé et payé. En avril 1947, sur proposition du député socialiste Daniel Mayer et avec le soutien du ministre communiste du Travail Ambroise Croizat, le 1er mai est réinstitué jour chômé et payé dans le code du travail, sans être une fête nationale (mais il n’est pas officiellement désigné comme fête du Travail). La loi no 48-746 du 29 avril 1948 fait du 1er mai un jour férié et chômé mais payé. Cette loi est reprise dans le code du travail sans lui donner de dénomination officielle (Article L3133-1 du Code du Travail).
Beaucoup à gauche, notamment les partis politiques et les syndicats,,, voudraient que la fête du Travail redevienne la fête des Travailleurs, c'est-à-dire la journée internationale de lutte pour les droits des travailleurs, rejetant les mesures de Pétain . Cette controverse est toujours d'actualité en 2023,. Même l’églantine rouge (d’origine révolutionnaire) est encore partie de ces revendications, bien que la vente libre du muguet par tous et toutes ce jour-là donne aussi l’occasion aux syndicats de rencontrer la population et de faire connaître leurs activités et revendications.
Cette fête disparaît dans les années 1950 et 1960, les défilés étant interdits lors des guerres d’Indochine et d'Algérie. Il faut attendre le 1er mai 1968 pour que la CGT organise, pour la première fois depuis 1954, une grande manifestation dans les rues de Paris, choisissant de défiler avec le Parti communiste ; ce défilé réunit des dizaines de milliers de manifestants,. Le lendemain, après de nouveaux incidents à Nanterre, le doyen décide de fermer la faculté.
Des manifestations syndicales, voire intersyndicales ou unitaires (selon les années, les revendications et les mouvements sociaux en cours), ont lieu dans les grandes villes de France le 1er mai, les plus importantes d'entre elles ayant traditionnellement lieu à Paris.
Alors que la SFIO a abandonné au mouvement syndical la maîtrise du 1er mai dès sa naissance, certains partis tentent de se réapproprier cette fête, tel le Front national qui y défile depuis 1988 pour rendre hommage à Jeanne d'Arc, l'UMP du président de la République Nicolas Sarkozy qui rassemble ses partisans en 2012 en se réclamant de la fête du « vrai travail », ou Renaissance du président Emmanuel Macron qui souhaite en 2019 un bon 1er mai à « ceux qui aiment le travail », avant d'être repris par des historiens pour ce contre-sens. En 2023, le parti présidentiel est à nouveau repris par la gauche pour son utilisation du terme « fête du Travail »,, en plein mouvement social contre sa réforme des retraites visant à allonger l'âge de départ et la durée de cotisation.

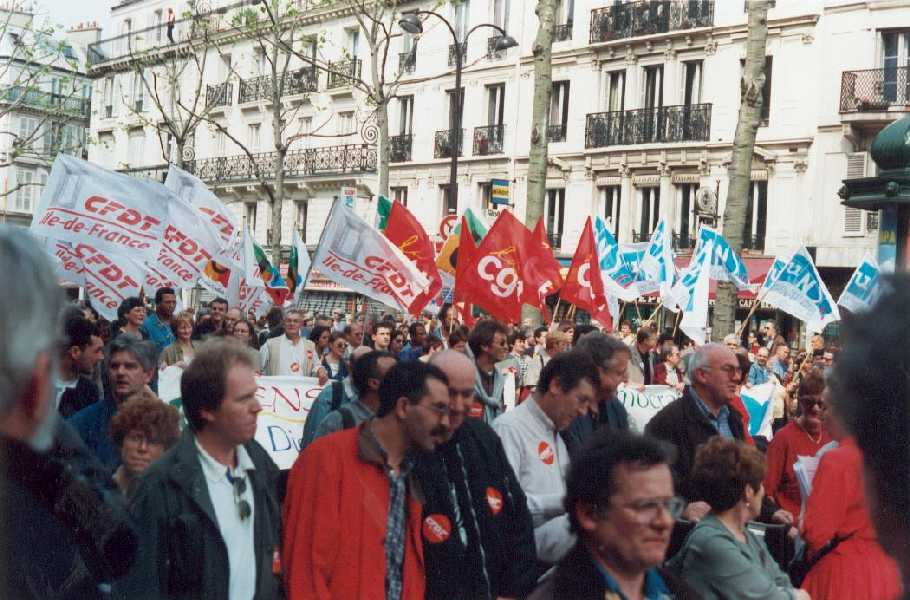
1er mai 2000 à Paris.
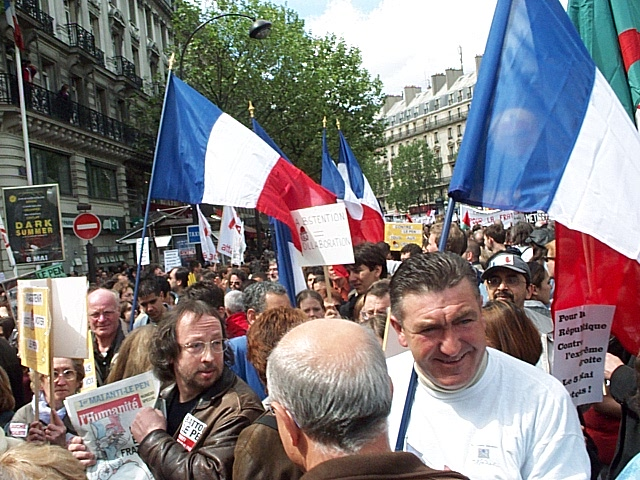
1er mai 2002 à Paris.
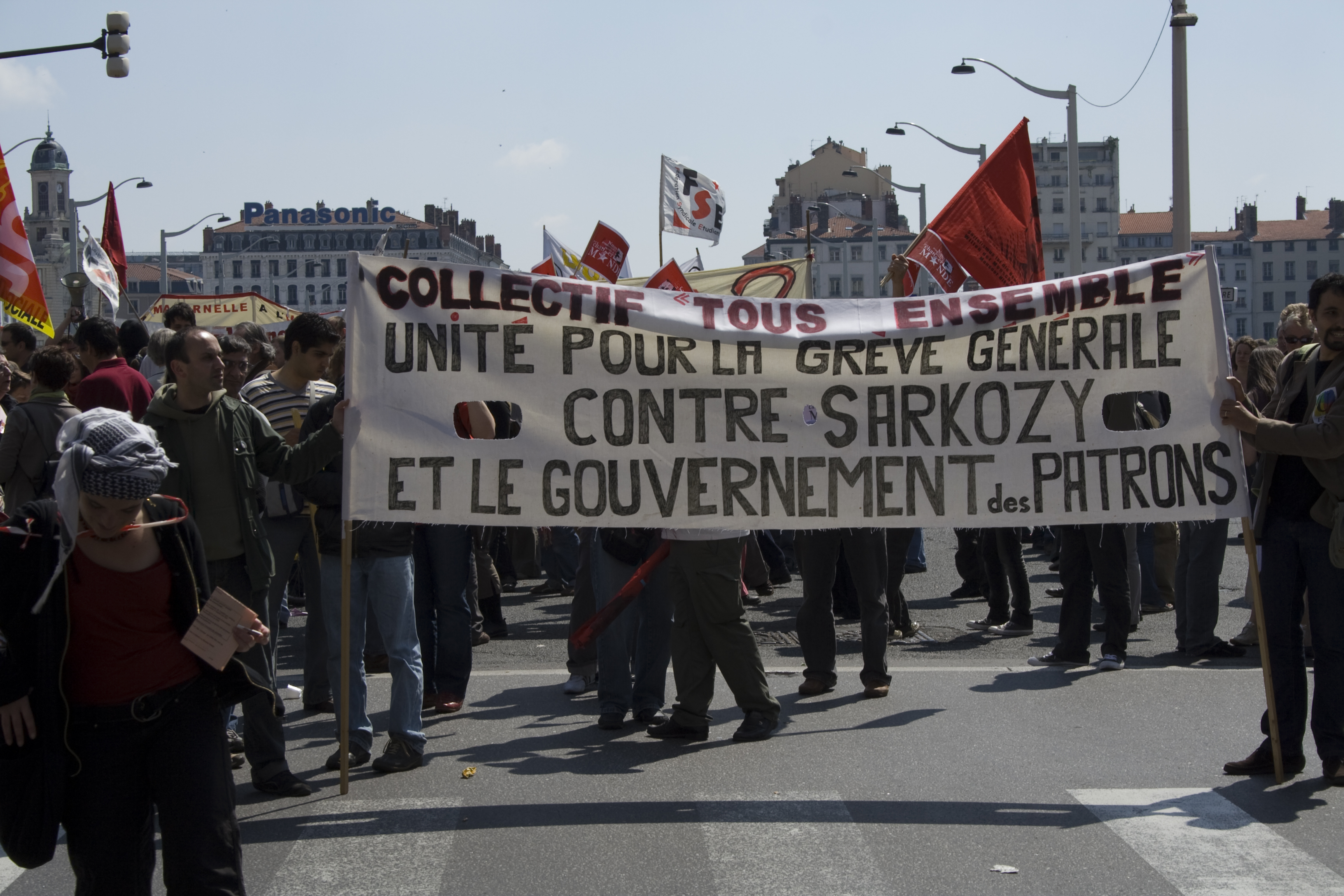
1er mai 2009 à Lyon.
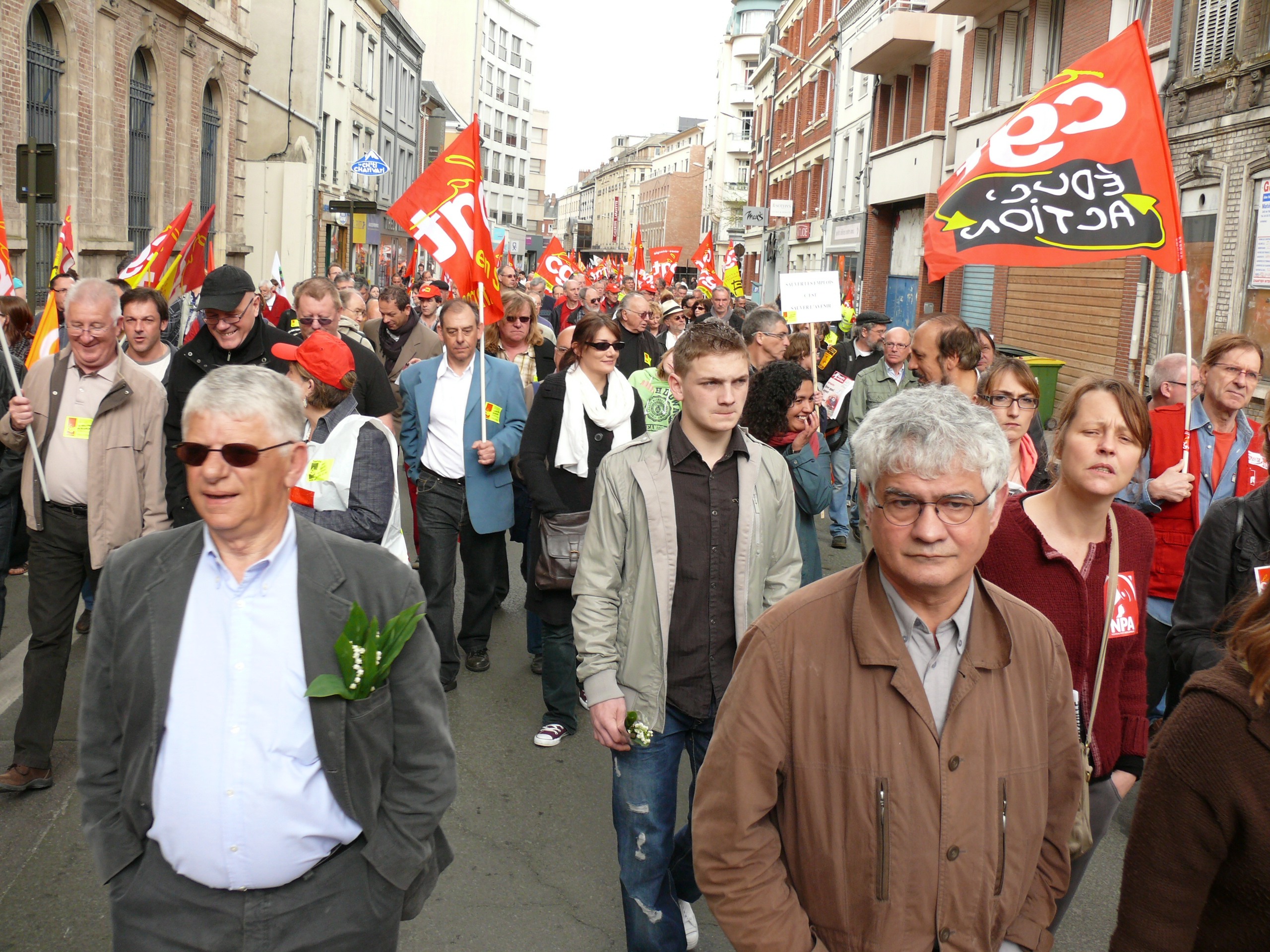
1er mai 2010 à Amiens.

- Voir Fêtes et jours fériés en France

#### En Allemagne
En Allemagne, le 1er mai est chômé. On porte traditionnellement un œillet rouge à la boutonnière pour la fête du Travail (Tag der Arbeit). Cette tradition remonte au 1er mai 1890, où pour répondre à l'appel de la IIe Internationale malgré l’interdiction de manifester prévue par la Sozialistengesetz, les militants décident de se retrouver dans des parcs en portant un œillet rouge en signe de reconnaissance.
Sous le Troisième Reich à partir de 1934 la Fête nationale du peuple allemand, ou journée nationale du travail remplace les festivités du 1er mai.
Plutôt délaissé en République fédérale d'Allemagne, ce symbole était très utilisé en République démocratique allemande, entre autres par les organisations de jeunesse.
En certains endroits, comme à Stuttgart, les enfants profitent de la nuit précédant le 1er mai pour faire des farces d’une façon qui rappelle l'Halloween.

#### En Suisse
En Suisse, le 1er mai n'est chômé que dans certains cantons (Bâle, Jura, Neuchâtel, Schaffhouse, Soleure, Tessin, Thurgovie, Zurich, Genève) ou districts. Les syndicats organisent des défilés dans l'après-midi ou en fin de journée, dans les cantons où ce jour n'est pas chômé.
Dans le canton de Fribourg, il existe une tradition invitant les enfants à se rendre de maison en maison pour y chanter le retour du printemps. Les enfants reçoivent généralement, en échange de leurs chants, une pièce d'argent et une sucrerie ou un chocolat[réf. nécessaire].

#### En Italie
Juste après la diffusion de la nouvelle de l'assassinat de dirigeants anarchistes de Chicago, en 1888, les habitants de Livourne se retournèrent d'abord contre les navires américains ancrés dans le port, puis contre le siège de la police, où on disait que le consul américain s'était réfugié.
Parmi les premiers documents de la fête filmés en Italie, le producteur de films Cataldo Balducci présente le documentaire Un magnifique événement pour le 1er mai 1913 à Andria convoqué par les classes laborieuses, qui rend compte de la fête en sept plans, et l'on peut ainsi voir le cortège serpentant à travers les rues bondées de la ville : les hommes portant tous leur chapeau, suivent avec quelques drapeaux la fanfare qui joue.
En Italie, la fête a été supprimée au cours de la période fasciste — qui a préféré célébrer la fête du Travail italien (Festa del lavoro italiano) le 21 avril, soit à la date de la Natale di Roma, jour supposé de la fondation de Rome — mais a été restaurée peu après la fin de la guerre, en 1945.
Le 1er mai 1947, dans le quartier de Portella della Ginestra de la ville de Piana degli Albanesi (Sicile), la bande du bandit et criminel mafieux Salvatore Giuliano tire sur un cortège d'environ 2 000 travailleurs, tuant onze personnes et faisant cinquante blessés. Cet événement passa à l'histoire sous le nom de massacre de Portella della Ginestra.
Depuis 1990, les syndicats italiens CGIL, CISL et UIL, en collaboration avec la municipalité de Rome ont organisé un concert annuel pour fêter le 1er mai de chaque année en présence de centaines de milliers de personnes.
En 2023, la première ministre italienne Giorgia Meloni choisit le 1er mai pour réformer le marché du travail et supprimer le revenu de citoyenneté qui avait sorti de la pauvreté un million de personnes depuis son institution en 2019, ce que les syndicats dénoncent comme une « provocation ».

### En Afrique

#### En Algérie
La fête des travailleurs traduite Aïd El Ommal officiellement en langue arabe, est déclarée comme journée chômée et payée.

#### Générale
- Aurélie Carrier, Le Grand soir aura-t-il lieu ? Histoire d'un événement annoncé : le 1er mai 1906 à Paris, mémoire de master 2 d'histoire, D. Kalifa et S. Venayre (dir.), Université Paris 1, 2010[46].
- Maurice Dommanget, Histoire du Premier mai, éd. Le Mot et le reste, 1953 ; rééd. 2006  (ISBN 2-915378-23-1)
- Georges Séguy, 1er mai : les 100 printemps, Paris, Messidor, coll. « Editions sociales », 1989, 253 p. (ISBN 9782209061365).
- Danielle Tartakowsky, La Part du rêve - Histoire du 1er mai en France, éd. Hachette, Paris, 2005  (ISBN 2-01-235771-7)
- André Rossel-Kirschen, Histoire internationale du Premier mai, édition de la Courtille, 1977 ; rééd. 1984  (ISBN 2-7207-0043-6) Scan de l'ouvrage, site de l'auteur
- « Le Premier mai dans l'Histoire », Les Cahiers no 2 du Centre d'histoire syndicale de l'union régionale Force ouvrière Île-de-France (rédacteur en chef : Marc Blondel)
- André Larané, « Tragédies et joies du 1er Mai - Journée de 8 heures et fête du Travail », Herodote.net, 29 avril 2015, lire en ligne.
- Jean-Jacques Gandini, « Histoire du Premier mai », Le Monde diplomatique, août 2006, lire en ligne.

#### France
- [Lalouette 2010] Jacqueline Lalouette, Jours de fête : jours fériés et fête légales dans la France contemporaine, Paris, Tallandier (publié avec le soutien du Centre national du livre, coll. « Approches », 23 septembre 2010 (réimpr. 2013 et 2015), 1re éd., 1 vol., 388-[4], 14,5 × 21,5 cm (ISBN 2-84734-471-3 et 978-2-84734-471-4, OCLC 708360694, BNF 42342259, SUDOC 147055121, présentation en ligne, lire en ligne [fac-similé]), « Le 1er mai : une histoire complexe et paradoxale » (lire en ligne [fac-similé]).